# Copa do Brasil de Futebol Feminino
Cúp bóng đá nữ Brasil (tiếng Bồ Đào Nha: Copa do Brasil de Futebol Feminino) là giải đấu bóng đá nữ Brasil do Liên đoàn bóng đá Brasil (CBF) tổ chức với sự trợ giúp của Bộ Thể thao Brasil. Giải đấu tương đương với Copa do Brasil và khởi đầu năm 2007.
Do phải tới năm 2013 Brasil mới có giải vô địch nữ quốc gia nên đội vô địch cúp quốc gia từ 2008 tới 2013 giành quyền dự giải bóng đá nữ câu lạc bộ Nam Mỹ Copa Libertadores Femenina.

## Lịch sử
Giải đấu được công bố sau khi chủ tịch FIFA Sepp Blatter đề nghị tổ chức một giải bóng đá nữ ở Brasil.

## Thể thức
Vào năm 2007 giải đấu gồm 32 đội và thi đấu từ tháng 9 tới tháng 12. Giai đoạn một gồm ba vòng, các đội thi đấu theo thể thức loại trực tiếp sân nhà sân khách. Trong giai đoạn hai, tám đội được chia thành hai bảng thi đấu vòng tròn một lượt tại một thành phố chủ nhà. Hai đội đầu mỗi bảng lọt vào bán kết.
Các đội tham dự cúp bao gồm các đội vô địch bang, một số bang lớn có thể có nhiều suất.

## Các đội vô địch
| Mùa  | Vô địch                  | Tỉ số             | Á quân            |
| ---- | ------------------------ | ----------------- | ----------------- |
| 2007 | Saad Esporte Clube       | 1:1 (5:4 pen)     | Botucatu          |
| 2008 | Santos FC                | 3:1 3:0           | Sport             |
| 2009 | Santos FC                | 3:0               | Botucatu          |
| 2010 | Duque de Caxias          | 1:2 1:0           | Foz do Iguaçu     |
| 2011 | Foz Cataratas            | 2:0 3:0           | Acadêmica Vitória |
| 2012 | São José EC              | 1:0 4:2           | Centro Olímpico   |
| 2013 | São José EC              | 1:1 4:0           | Acadêmica Vitória |
| 2014 | Ferroviária              | 1:0 0:1 (5:4 pen) | São José EC       |
| 2015 | Kindermann               | 3:3 5:2           | Ferroviária       |
| 2016 | Corinthians Osasco Audax | 2:2 3:1           | São José EC       |

### Thống kê
| Câu lạc bộ               | Vô địch | Á quân |
| ------------------------ | ------- | ------ |
| São José EC              | 2       | 4      |
| Santos FC                | 2       | 2      |
| Ferroviária              | 1       | 2      |
| Saad                     | 1       | 1      |
| Foz Cataratas            | 1       | 1      |
| Duque de Caxias          | 1       | 1      |
| Kindermann               | 1       | 1      |
| Corinthians Osasco Audax | 1       | 1      |
| Botucatu                 |         | 2      |
| Acadêmica Vitória        |         | 2      |
| Sport                    |         | 1      |
| Foz do Iguaçu            |         | 1      |
| Centro Olímpico          |         | 1      |